# Chimayo
Chimayó è un census-designated place (CDP) degli Stati Uniti d'America, situato nello stato del Nuovo Messico, diviso tra la contea di Rio Arriba e la contea di Santa Fe.